# (16076) Barryhaase
(16076) Barryhaase (1999 RV131) – planetoida z grupy pasa głównego asteroid okrążająca Słońce w ciągu 4,11 lat w średniej odległości 2,56 j.a. Odkryta 9 września 1999 roku.